# Torsten Montelius
Carl Oskar Torsten Montelius, född 15 november 1907 i Hedvig Eleonora församling, Stockholm, död 22 februari 1990 i Danderyds församling, Stockholms län, var en svensk ingenjör och företagsledare.
Torsten Montelius tillhörde släkten Montelius från Uppland och var son till civilingenjören och uppfinnaren Carl Montelius och Lillemor, ogift Gagge. Efter studentexamen 1927 gick han på Kungliga Tekniska Högskolan (KTH), där han avlade civilingenjörsexamen 1932. Samma år anställdes han hos det av fadern grundade företaget AB Imo-lndustri, där han var överingenjör 1947–1958 och verkställande direktör 1958–1971.
Han var 1931–1949 gift med Anna von Greyerz (1905–1996), dotter till major Walo von Greyerz och Anna Fernholm. De fick barnen Gösta (född 1934), Göran (född 1936, svärfar till Jonas Fredén), Kerstin (född 1938), Tomas (född 1940) och Johan (född 1944). Andra gången gifte han sig 1951 med Greta Bergendal (1907–1992), dotter till advokatfiskalen Ernst Bergendal och Maja Hellstrand.
Torsten Montelius är begravd på Norra begravningsplatsen utanför Stockholm.